# Marius von Mayenburg
Marius von Mayenburg (ur. 21 lutego 1972 w Monachium) – niemiecki autor i dramaturg.
Po maturze uczęszczał do publicznego gimnazjum im. Maksymiliana w Monachium, gdzie studiował germanistykę. Od 1992 roku mieszka w Berlinie. Tam w latach 1994–1998 studiował w Wyższej Szkole Sztuki. Był również współpracownikiem Niemieckiego Teatru – DT-BARACKE. Od 1999 roku jest dramaturgiem oraz autorem w berlińskim teatrze (Berliner Schaubühne am Lehniner Platz).
Marius von Mayenburg jest autorem takich sztuk teatralnych jak: Haarmann, Feuergesicht (prapremiera w 1998 r. w Münchner Kammerspiele),Parasiten (2000 r. w Deutsches Schauspielhaus w Hamburgu), Perplex (prapremiera w Schaubühne am Lehniner Platz). Od listopada 2011 współpracuje z niemiecko-serbskim teatrem w Budziszynie (Deutsch-Sorbisches Volkstheater Bautzen).
Marius von Mayenburg jest laureatem 2 nagród, które otrzymał za dzieło pt. Feuersgesicht:
- nagrody finansowej Kleista dla młodych dramaturgów (Kleist-Förderpreis für junge Dramatik) – Frankfurt nad Odrą, 1997

- nagrody Frankfurckiej Fundacji Autorów (Die Autorenstiftung Frankfurt am Main) – Frankfurt nad Menem,1998[2]

W styczniu 2008 powstała krótka adaptacja filmowa na podstawie sztuki Mayenburga pt. Eldorado.

## Recepcja twórczości w Polsce
Marius von Mayenburg jest dramatopisarzem zaliczanym do klasyków teatru współczesnego, a co za tym idzie jest jednym z najczęściej wystawianych w Europie autorów niemieckich. Już w 2002 roku należał obok Dei Loher, Theresii Walser, Olivera Bukowskiego czy Moritza Rinkego do najbardziej znanych zagranicznych twórców sztuk teatralnych w Polsce.
Pierwszym utworem Mariusa von Mayenburga, który poznała polska publiczność, był Ogień w głowie (Feuergesicht, 1997) w inscenizacji Pawła Łysaka (Towarzystwo Teatralne Warszawa, 21 listopada 1999). W następnym roku sztuka ta pojawiła się w repertuarze gdańskiego Teatru Wybrzeże (5 lutego 2000, reż. Piotr Kruszczyński) oraz krakowskiego Teatru im. Juliusza Słowackiego (26 lutego 2000, reż. Adam Sroka), została też wystawiona przez Teatr Telewizji (18 czerwca 2000, reż. Piotr Łazarkiewicz). Czterokrotnie wystawiano w Polsce także Pasożyty (Parasiten, 1999). Polska prapremiera sztuki w reżyserii Anny Augustynowicz została zrealizowana w koprodukcji Teatru Polskiego w Poznaniu (30 listopada 2001) z Teatrem Współczesnym w Szczecinie (7 grudnia 2001). Spektakl Pasożyty przygotowały ponadto Teatr Telewizji (3 marca 2003, reż. Piotr Łazarkiewicz) oraz Teatr 2. Strefa w Warszawie (22 września 2010, reż. Tomasz Gawron). Również Brzydal (Der Häßliche, 2007) doczekał się w Polsce czterech inscenizacji: w Teatrze im. Stefana Jaracza w Łodzi (8 września 2007, reż. Grzegorz Wiśniewski), w Teatrze Nowym w Zabrzu (27 marca 2009, reż. Rafał Matusz), w Teatrze im. Ludwika Solskiego w Tarnowie (30 listopada 2012, reż. Łukasz Fijał) i w Teatrze im. Wilama Horzycy w Toruniu (25 października 2014, reż. Bartosz Zaczykiewicz). Jak dotąd pojedynczych inscenizacji doczekały się sztuki: Kamień (Der Stein, 2008), której premiera miała miejsce na Scenie Malarnia Teatru Wybrzeże w Gdańsku (4 września 2009, reż. Adam Nalepa), Eldorado (2004) – wystawione w Teatrze Powszechnym im. Jana Kochanowskiego w Radomiu (9 listopada 2011, reż. Janusz Łagodziński) oraz Zimne dziecko (Das kalte Kind, 2002) wystawione przez PWST w Krakowie 24 lutego 2005 (reż. Jan Peszek i Arkadiusz Tworus).
Męczennicy to najlepsza z ostatnich sztuk autora.Drogę na polskie sceny utorowała utworowi jego prezentacja w ramach międzynarodowego Przeglądu Teatrów Małych Form „Kontrapunkt” w Szczecinie, spełniającego od lat rolę przekaźnika wymiany kulturowej. Została ona wystawiona 19 kwietnia 2012 podczas dnia berlińskiego, pod tytułem Męczennik. Mimo uznania komisji sędziowskiej – Marius von Mayenburg otrzymał nagrodę dla Indywidualności Artystycznej Festiwalu, twórcy i wykonawcy spektaklu – Nagrodę Marszałka Województwa Zachodniopomorskiego, a Nagrodę Jury – Eva Meckbach za rolę Eriki Roth. Męczennik został oceniony przez polskich krytyków niepochlebnie. Napiętnowano „efekciarski naturalizm i publicystyczność” utworu, a także „katastrofę tragiczną z rażąco publicystycznym morałem”. Recenzenci byli rozczarowani faktem, że „potencjał tekstu zgubił się w dość nieudanej formie scenicznej” Odbiór sztuki zmienił się istotnie po opublikowaniu jej tłumaczenia autorstwa Elżbiety Ogrodowskiej-Jesionek w pierwszym numerze „Dialogu” z roku 2014, pod tytułem Męczennicy. Na jego podstawie przygotowano prapremierę sztuki, która była wynikiem koprodukcji Teatru Współczesnego w Szczecinie i Teatru Dramatycznego im. Jerzego Szaniawskiego z Wałbrzycha i miała miejsce 11 października 2014 roku w Szczecinie oraz 24 października w Wałbrzychu. Wyreżyserowała ją Anna Augustynowicz, która posiadała już doświadczenie w pracy z utworami tego autora – pod jej kierownictwem zaprezentowano w Polsce utwór Pasożyty (2001). Sztuka Męczennicy wystawiana była ponadto 21 października 2014 podczas XIV Festiwalu Dramaturgii Współczesnej „Rzeczywistość przedstawiona” w Zabrzu. Udział w tym przeglądzie zaowocował I nagrodą za reżyserię dla Anny Augustynowicz, nagrodą za debiut dla Konrada Bety (za rolę Beniamina Südela) i wyróżnieniem aktorskim dla Marii Dąbrowskiej (za rolę Inge Südel). W tym samym roku odbyły się ponadto inscenizacje Męczenników w ramach XII Wałbrzyskich Fanaberii Teatralnych (28, 29 listopada 2014) i w trakcie Przeglądu teatru dla dzieci i młodzieży „Co nowego?” w Gdańsku (14 grudnia 2014). Męczennicy Mariusa von Mayenburga doczekali się w Polsce do połowy 2015 roku trzech inscenizacji, a zatem o jedną mniej niż Ogień w głowie, Pasożyty czy Brzydal. We wszystkich polskich realizacjach scenicznych tego dzieła na pierwszym planie eksponowane jest zderzenie fanatyzmu z liberalizmem. Mocno akcentowane są też katastrofalne skutki przemiany religii w ideologię. W tle pobrzmiewa zaś moralitet ukazujący, jak fanatyzm może zniszczyć jednostkę, pozbawiając ją wszelkich więzi i uczuć, a także piętnujący upadek tradycyjnych wartości i autorytetu rodziny. Problematyka utworu w obliczu nasilenia się konfliktu w Syrii, radykalizacji postaw i częstotliwości zamachów terrorystycznych wydaje się zatem szczególnie aktualna. Adaptacja w reżyserii Grzegorza Jarzyny dodatkowo epatuje obrazami rodzimych „fanatyzmów” i sugeruje zrewidowanie dotychczasowego postrzegania problemu krzyża w polskich szkołach, jak również motywuje do podjęcia debaty na temat miejsca światopoglądu religijnego w szkole świeckiej.
Niektóre z utworów Mariusa von Mayenburga ukazały się też jako tłumaczenia na język polski – w czasopiśmie „Dialog”, w serii „Dramat Współczesny” nakładem krakowskiej Księgarni Akademickiej i warszawskiego wydawnictwa ADiT.

## Sztuki teatralne
- Messerhelden (1996)
- Monsterdämmerung (1997)
- Feuergesicht (1998)
- Parasiten (2000)
- Haarmann (2001)
- Das kalte Kind (2002)
- Fräulein Danzer (2003)
- Eldorado (2004)
- Turista (2005)[7]
- Augenlicht (2006)
- Der Häßliche (2007)
- Freie Sicht (2008)
- Der Hund, die Nacht und das Messer (2008)
- Der Stein (2008)
- Perplex (2010)
- Märtyrer, prapremiera: 29.02.2012, Schaubühne am Lehniner Platz, Berlin.
- Stück Plastik, prapremiera: 25.04.2015, Schaubühne am Lehniner Platz, Berlin.

## Słuchowiska
- Haarmann. Reżyseria: Wulf Tiehaus, Mitwirkendende: Bernd Stempel, Martin Engler, Thomas Gerber, Udo Kroschwald, Roland Kukulies, Urs Fabian Winiger, Linda Olsansky. Czas trwania: 55 min., DLF 1999.